# Jedismo
Il jedismo (o jediismo) è una filosofia  principalmente basata sulla rappresentazione dei personaggi Jedi nei media di Star Wars. Il jedismo ha attirato l'attenzione pubblica nel 2001 quando un certo numero di persone ha registrato la propria religione come "Jedi" nei censimenti nazionali inglesi.
Il jedismo è ispirato totalmente dagli elementi di Star Wars, in particolare la religione immaginaria degli Jedi. I primi siti web dedicati a far apparire un sistema di credenze dai film di Star Wars erano "La religione e le normative Jedi" e "Jediism". Questi siti web hanno citato il codice Jedi, costituito da 21 massime, come punto di partenza per un sistema di credenze "vero Jedi". Il movimento del jedismo nel mondo reale non ha fondatori o strutture centrali.

## Credenze
Sebbene i seguaci del jedismo riconoscano l'influenza di Star Wars sulla loro religione, seguendo i codici morali e spirituali dimostrati dai Jedi immaginari, sostengono anche che il loro percorso è diverso da quello dei personaggi immaginari e che il Jedismo non si concentra sul mito e la finzione trovati in Star Wars. Mentre ci sono alcune variazioni nell'insegnamento, i Jedi del "Tempio dell'Ordine Jedi" seguono i "16 insegnamenti" basati sulla presentazione dei Jedi immaginari, come ad esempio: "I Jedi sono consapevoli delle emozioni negative che portano al Lato Oscuro" e "I Jedi sono custodi della pace e della giustizia". Gli aderenti seguono anche le "21 massime".

## Censimento
Il jedismo ha ricevuto un’ampia copertura mediatica a seguito di una campagna di e-mail mondiale nel 2001, esortando le persone a scrivere "Jedi" come risposta alla domanda di classificazione della religione nel censimento del loro paese. Si presume che la maggior parte di questi intervistati abbia rivendicato la fede come uno scherzo.

## Riconoscimenti legali

### Stati Uniti
Nel 2005, il Tempio dell'Ordine Jedi fu registrato in Texas. È stata concessa l'esenzione dall'IRS nel 2015.

### Regno Unito
Durante la stesura della legge sull'odio razziale e religioso del Regno Unito, fu proposto un emendamento che escludeva i cavalieri Jedi da qualsiasi protezione, insieme a satanisti e credenti nel sacrificio animale. L'emendamento è stato successivamente ritirato, il proponente ha spiegato che era "un po' uno scherzo" e che è difficile definire la fede religiosa nella legislazione.
Nel 2007, Daniel Jones, 23 anni, ha fondato La Chiesa del Jedismo con suo fratello Barney, credendo che il censimento del Regno Unito del 2001 avesse riconosciuto il Jedismo come religione e che esistessero "più Jedi che scientologist in Gran Bretagna". Nel 2009, Jones è stato cacciato da un supermercato Tesco a Bangor, nel Galles del Nord, per essersi rifiutato di togliersi il cappuccio su base religiosa. Il proprietario ha giustificato l'espulsione di Jones dicendo: "Non è stato bandito. I Jedi sono i benvenuti a fare acquisti nei nostri negozi, anche se chiediamo loro di rimuovere i loro cappucci. Obi-Wan Kenobi, Yoda e Luke Skywalker sono apparsi senza cappuccio senza mai andare verso il lato oscuro e sappiamo che solo l' imperatore non si è mai tolto il cappuccio."
Nel 2010, un uomo che si è descritto come un "seguace di Star Wars" e "cavaliere Jedi" è stato espulso da un centro di lavoro nel Southend, nell'Essex, per essersi rifiutato di togliersi il cappuccio, e in seguito ha ricevuto le scuse. L'uomo disse che "Il motivo principale per cui voglio indossare il mio cappuccio è che ho una religione che mi permette di farlo."
Nel 2013, la Free Church of Scotland ha espresso preoccupazione per il fatto che una proposta di legge sul matrimonio e sul partenariato civile "condurrebbe alle coppie di sposi Jedi di Star Wars". Patrick Day-Childs of The Church of Jedism e Rev Michael Kitchen del Temple of the Jedi Order, hanno difeso il diritto dei Jedi a celebrare le cerimonie matrimoniali.
Nel dicembre 2016, la Commissione di beneficenza per l'Inghilterra e il Galles ha respinto una domanda di concessione dello status di organizzazione di beneficenza a The Temple of the Jedi Order, dichiarando che il gruppo non "promuoveva il miglioramento morale o etico" ai fini della legge di beneficenza.

### Turchia
Nell'aprile 2015, gli studenti dell'Università Dokuz Eylül in Turchia hanno avviato una petizione su Change.org chiedendo la costruzione di un tempio Jedi nel campus. La petizione era in risposta a una precedente petizione che aveva richiesto una moschea nel campus dell'Università tecnica di Istanbul (İTÜ). La petizione che chiedeva la moschea raggiunse 180.000 firme, non raggiungendo il suo obiettivo di 200.000, e invocò una risposta da Mehmet Karaca, il rettore dell'Università tecnica di Istanbul (İTÜ), promettendo "una moschea storica". Poco dopo, studenti di altre università hanno avviato petizioni per chiedere templi Jedi e buddisti nei loro campus.

## La Chiesa del Jedismo internazionale
La Chiesa del Jedismo internazionale fu fondata nel 2007, a 21 anni, da Daniel Jones, un inglese Autistico e grande fan di Guerre Stellari. Il suo libro mistico-filosofico Become the Force – 9 Lessons on how to live as a jediist master, è stato tradotto in Italia nel 2017 col titolo Tu sei l'ultimo jedi per Sperling & Kupfer. Youtuber, oratore a convegni sull'autismo, scrittore e "maestro Jedi", egli la vive come una filosofia di vita: "Siamo in periodi in cui è fondamentale lottare contro il lato oscuro". 
Circa 500.000 persone invece hanno registrato l'appartenenza alla Chiesa Jedi ritenendola una vera religione di tipo sincretico-panteistico-New Age.